# جووانی لاتوادا
جووانی لاتوادا (ایتالیایی: Giovanni Lattuada; ۱۲ ژانویهٔ ۱۹۰۵ – ۱۶ آوریل ۱۹۸۴) ژیمناست هنری اهل ایتالیا بود.